# Jerónimo Mihura Santos
Jerónimo Mihura Santos (Cádiz, 6 de julio de 1902 - Fuenterrabía, 10 de octubre de 1990) fue un crítico y director de cine y de doblaje español, hermano mayor del comediógrafo, humorista y periodista español Miguel Mihura (1905-1977).

## Biografía
Fue el primogénito de los andaluces Dolores Santos Villa y del empresario y actor teatral, sainetista y libretista Miguel Mihura Álvarez. Aunque ingresó en el Cuerpo Técnico de Correos en 1922, desde siempre estuvo interesado en el cine; ya en 1929 comenzó a escribir críticas de cine para la revista La Pantalla el diario La Nación. Le fue fundamental la amistad del director Benito Perojo, con quien trabajó como ayudante y a quien ayudó en la transición al sonoro; en esas funciones viajó a París en 1930 con Perojo para trabajar en El embrujo de Sevilla; luego se empleó en los estudios CEA de la Ciudad Lineal de Madrid como director de doblaje junto a su hermano Miguel, adaptando los diálogos de muchas películas Columbia y Warner Brothers; ambos hermanos presenciaron los inicios del doblaje y demostraron su habilidad traduciendo el difícil dialecto de las películas de los Hermanos Marx. Tras la Guerra civil fue director de doblaje de los Estudios Fono-España y entre otras productoras trabajó para la barcelonesa Emisora Films.
Jerónimo fue el primero en introducir un formato de color cinematográfico de patente española, el Cinefotocolor, en En un rincón de España, producida por Emisora Films. Esta técnica era mucho más barata que el technicolor que empleaban los estudios estadounidenses de Hollywood. También hizo documentales de tipo religioso en su mayor parte para la productora Magister y un grupo de comedias al estilo screwball, como Castillo de naipes (1943), El camino de Babel (1945) y Mi adorado Juan (1950), donde se ataca la vida y la ética del trabajo burgueses. Terminó su carrera filmando algunos documentales para el NODO.
De entre las películas que dirigió destacan la citada Mi adorado Juan (1950), En un rincón de España; Confidencias y Vidas confusas, con guion y dirección de Jerónimo y argumento de su hermano Miguel Mihura y protagonizadas por Sara Montiel; Maldición gitana y La copla andaluza.

## Filmografía
- 1935 Don Viudo de Rodríguez
- 1942 Aventura
- 1943 Castillo de naipes
- 1945 El camino de Babel
- 1945 El emperador del mundo (cortometraje)
- 1945 La Virgen, Capitana de nuestra historia (cortometraje)
- 1945 La santa misa (cortometraje)
- 1946 La Iglesia católica (cortometraje)
- 1946 Los sacramentos: penitencia y extremaunción (cortometraje)
- 1946 Los sacramentos: bautismo y confirmación (cortometraje)
- 1946 Los sacramentos: el orden sacerdotal y el matrimonio (cortometraje)
- 1946 Los sacramentos: la eucaristía (cortometraje)
- 1946 Las oraciones: el avemaría, la salve, el rosario (cortometraje)
- 1946 Las oraciones: el padrenuestro, el credo (cortometraje)
- 1946 Cuando llegue la noche
- 1947 Los mandamientos de la ley de Dios (cortometraje);
- 1947 Vidas confusas
- 1948 Confidencia
- 1948 Siempre vuelven de madrugada
- 1949 En un rincón de España, primer filme rodado en color con patente española
- 1949 Mi adorado Juan, basada en la comedia homónima de su hermano Miguel Mihura
- 1949 Despertó su corazón
- 1950 El señorito Octavio (solo se conserva el guion)
- 1951 Me quiero casar contigo (solo se conserva el guion)
- 1952 Muchachas de Bagdad, codirigida con Edgar G. Ulmer y protagonizada por Paulette Goddard
- 1953 Maldición gitana
- 1956 Los maridos no cenan en casa
- 1959 La copla andaluza
- 1965 Centinelas del aire (cortometraje)
- 1967 Gran Canaria (cortometraje)
- 1968 Fiestas gitanas (cortometraje).